# Alcazarén
Alcazarén est une commune de la province de Valladolid dans la communauté autonome de Castille-et-León en Espagne.

## Sites et patrimoine
- Église Santiago Apóstol (es)
- Église San Pedro (es)
- Chapelle du Cristo del Humilladero

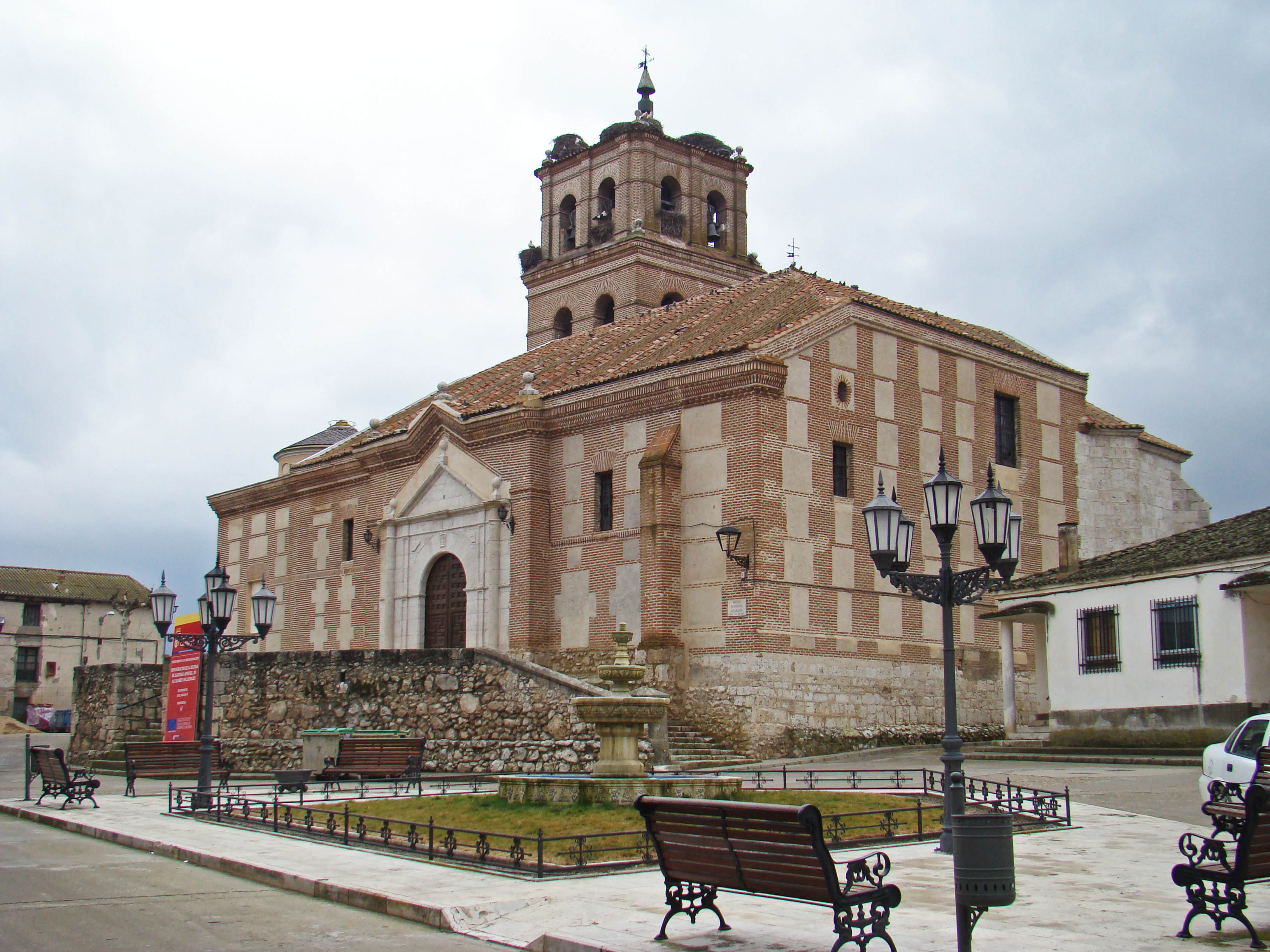
Église Santiago Apóstol Vue générale.
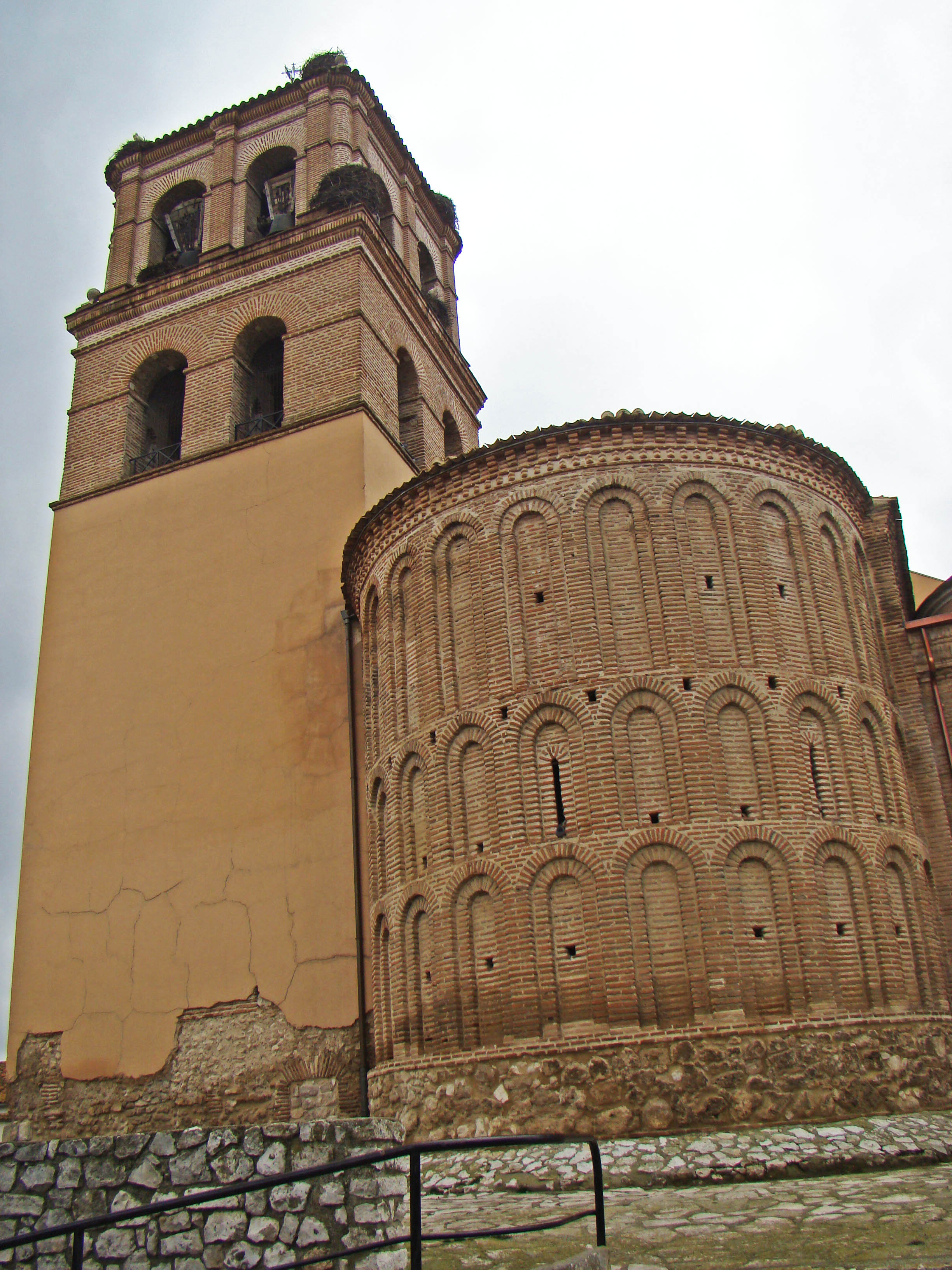
Église Santiago Apóstol Abside et tour.
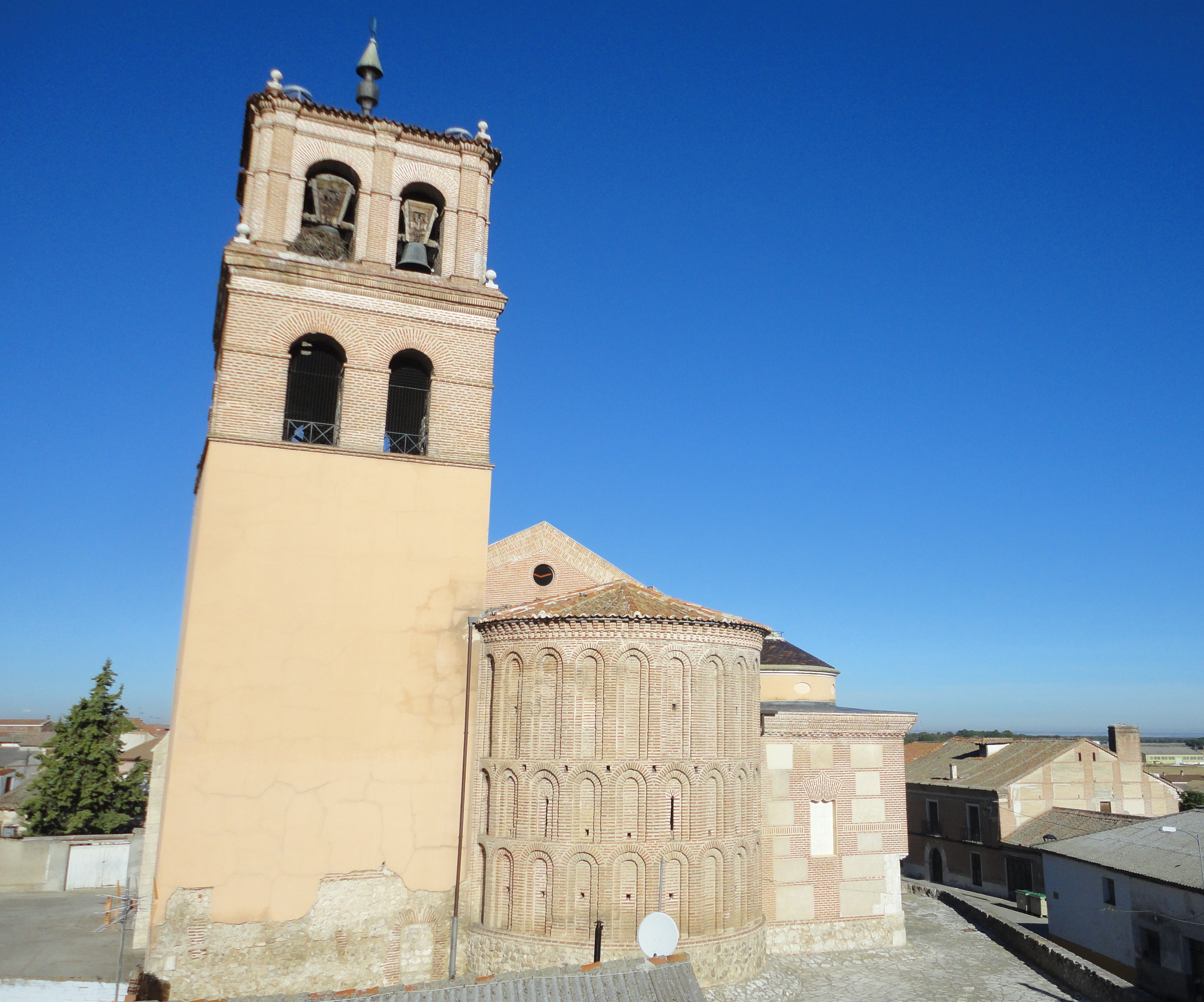
Église Santiago Apóstol Abside et tour.
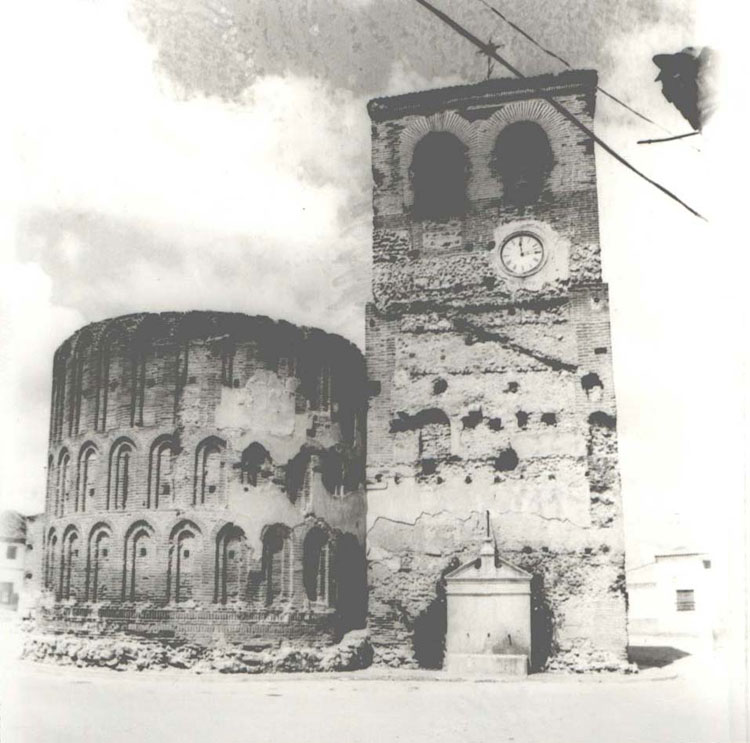
Église San Pedro. Fondation Joaquín Díaz.